# Arcena
Arcena é uma localidade portuguesa situada na freguesia de Alverca do Ribatejo e Sobralinho, no concelho de Vila Franca de Xira, distrito de Lisboa. A localidade encontra-se num vale entre a serra de Arcena e a vila do Bom Sucesso, com uma população aproximada de 3.222 habitantes (2021).
Tem por padroeiro São Clemente

## História
A origem de Arcena remonta ao final do século XVI, com a construção da Ermida de São Clemente, em torno da qual a localidade foi-se construindo e desenvolvendo. Durante os séculos XIX e XX, Arcena foi um importante centro pastoril e queijeiro.
Nos últimos anos do século XIX, o fabrico de queijo era quase exclusivo a  Arcena, onde abundavam os grandes rebanhos, aproveitando os pastores dos seus riquíssimos pastos. Muito conhecidos e apreciados por quase todo o país, os queijos de Alverca do Ribatejo, em tempos mais recentes, chegavam a ser distribuídos, diariamente, pelos estabelecimentos da especialidade, em toda a cidade de Lisboa. 
No século XX, especialmente a partir dos anos 70, com o rápido crescimento demográfico da região, Arcena passou a assumir um caráter mais urbano, destacando-se a construção de prédios na zona sul, conhecida localmente como Arcena Pequena.

## Casa do Povo de Arcena
Fundada em 15 de março de 1934 por alvará do Secretariado de Estado das Corporações e Previdência Social, a Casa do Povo teve um papel fundamental no apoio ao trabalhador rural, a principal profissão da região na época.

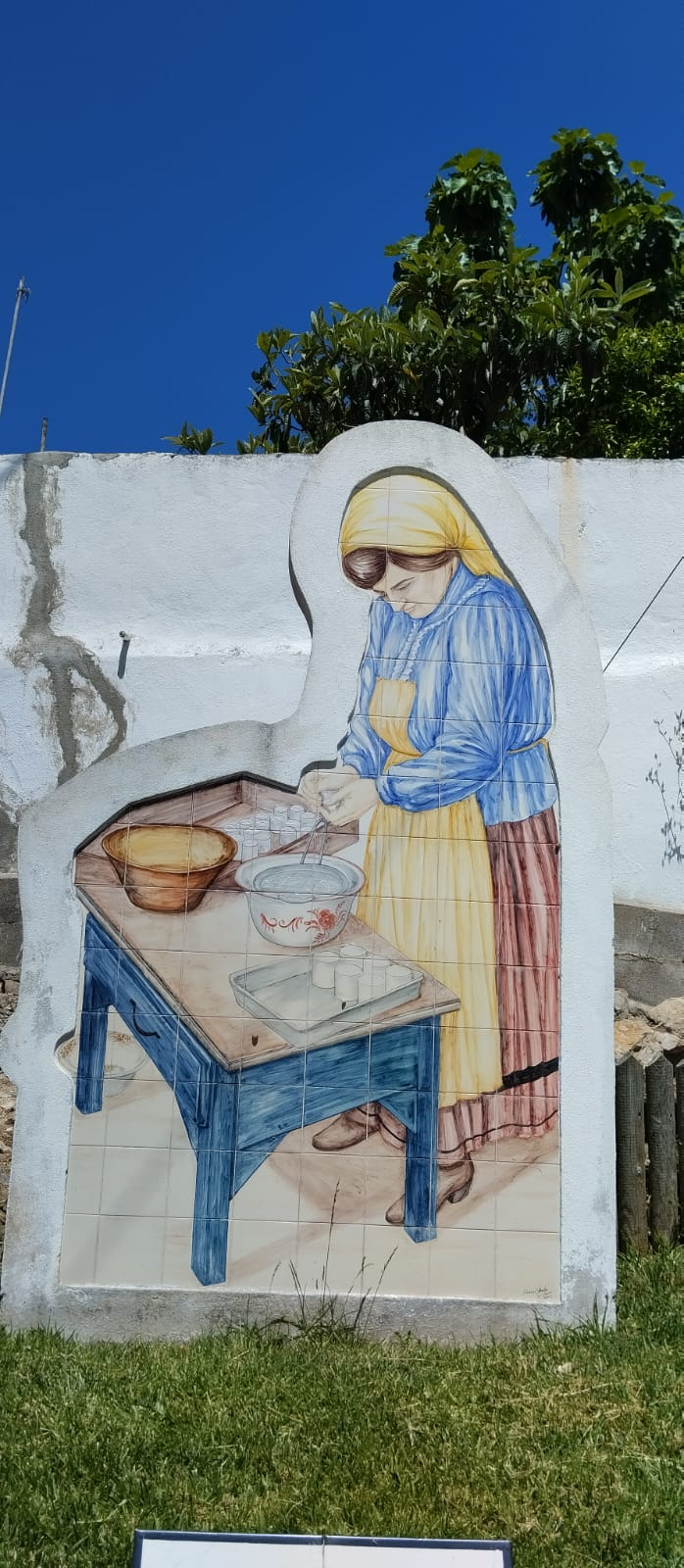
Painel "A queijeira" de Maria do Carmo Azevedo

Entre as suas atividades sociais, culturais e desportivas, destacam-se:

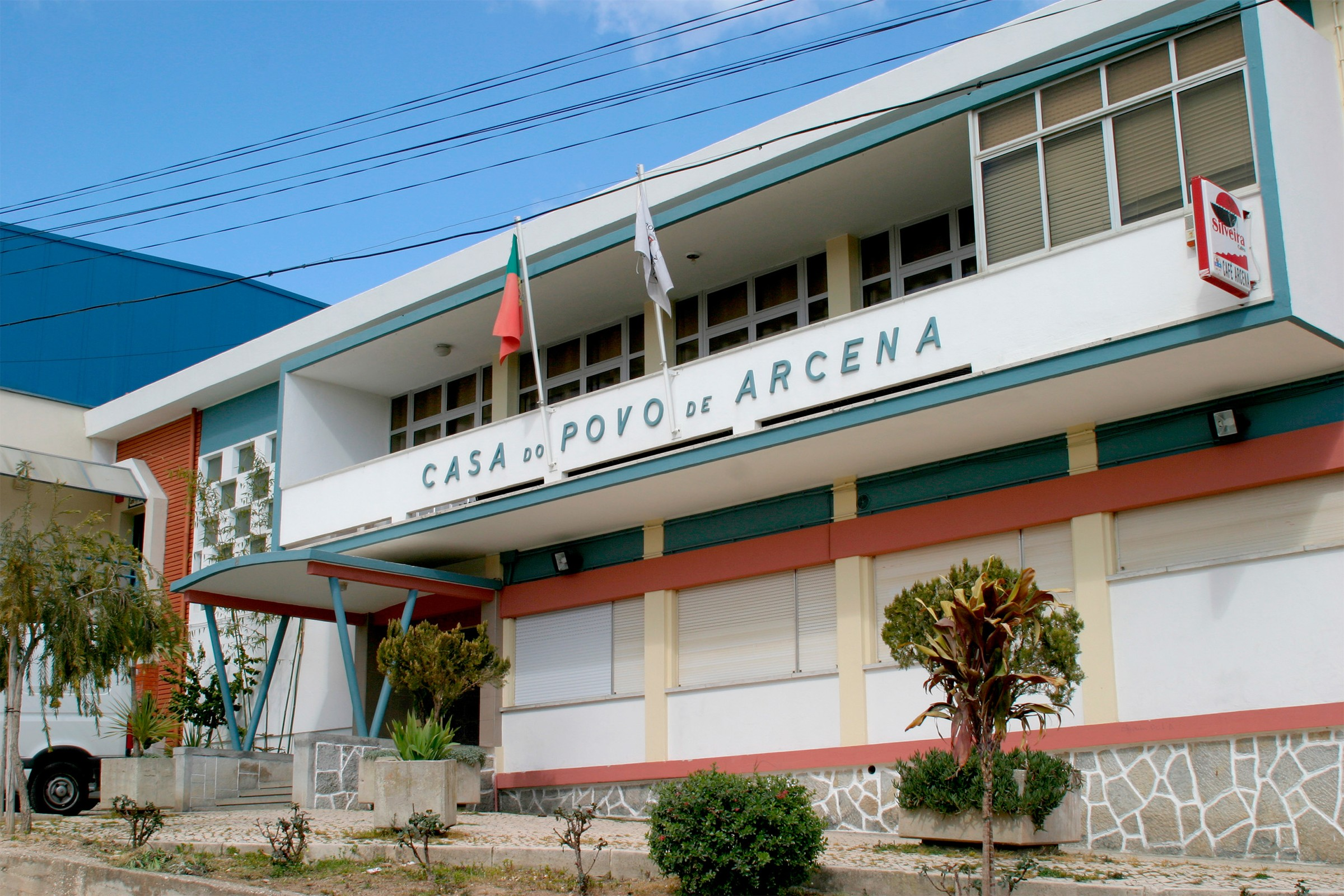
Casa do Povo de Arcena

- Instalação do primeiro telefone público (1935)
- Formação de equipa de ciclismo (1937) e grupo musical (1940)
- Construção de um edifício escolar com duas salas de aula (1936-1940)
- Trabalhos de reparação na Ermida de São Clemente
- Auxílios na captação de água potável e construção do chafariz público (~1940)
- Inauguração da nova sede (1967)
- Secções desportivas de atletismo, futebol, karaté e taekwondo
- Abertura de biblioteca, grupo de teatro e rancho folclórico
- Criação da escola de música e grupo coral
- Abertura de um núcleo museológico (1999)
- Inauguração do Museu Etnográfico da Casa do Povo de Arcena (2012)

Em 1982, por decreto-lei, as Casas do Povo foram classificadas como pessoas coletivas de utilidade pública.
Em 1994, a Casa do Povo de Arcena recebeu o galardão de mérito cultural da Junta de Freguesia de Alverca.

## Museu Etnográfico da Casa do Povo de Arcena
Inaugurado no dia 19 de maio de 2012, o museu situa-se nas antigas instalações da escola primária, na Rua Doutor José Eduardo Vieira, nº 34. O espaço preserva e divulga o património local através de fotografias, trajes, máquinas de trabalho e loiças antigas, mostrando as vivências tradicionais até meados do século XX. O museu abre ao público no primeiro domingo de cada mês e mediante marcações.

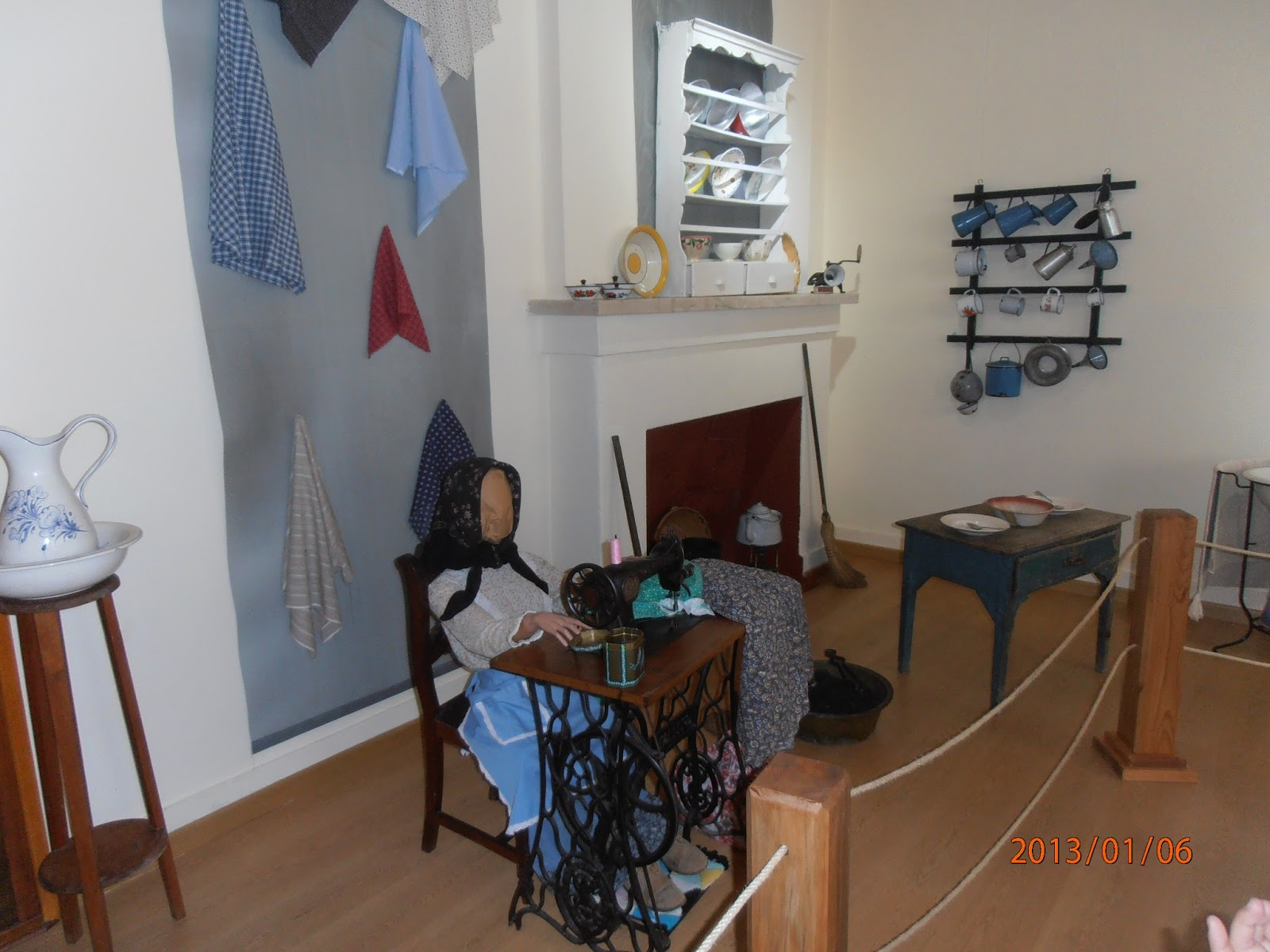
Museu Etnográfico de Arcena

## Geografia
A localidade situa-se num vale rodeado por zonas altas, incluindo a serra de Arcena, onde nasce o rio Crós-Cós, um dos principais cursos de água que contribuíram para o desenvolvimento de Alverca do Ribatejo.

## Cultura e Tradições
Um dos eventos culturais mais emblemáticos é o Enterro do Chouriço, realizado na Quarta-feira de Cinzas. A tradição remonta ao Carnaval antigo e foi reativada em 1992, após mais de duas décadas de interrupção.
Para além deste evento, realizam-se regularmente as Noites de Fado, o tradicional Baile da Pinha, e os Festivais do Caracol e da Castanha, estes eventos são promovidos pela Casa do Povo.
Arcena possui um clube de Futesal, o GDUA (Grupo Desportivo Unidos de Arcena) foi fundado em 1990, num trabalho conjunto de Álvaro Araújo e Mário Paulos, dois moradores em Arcena e que tinham um passado de atividade associativa ligada à área desportiva.
Possui também uma escola de Taekwondo fundada por Hélio Jesus.

## Comunidade
Em maio de 2011, a população uniu-se numa manifestação contra a ampliação do Aterro Sanitário do Mato da Cruz e a construção de uma pedreira, que se situaria a 80 metros das habitações. 

## Património
- Ermida de São Clemente
- Fonte Velha de Arcena

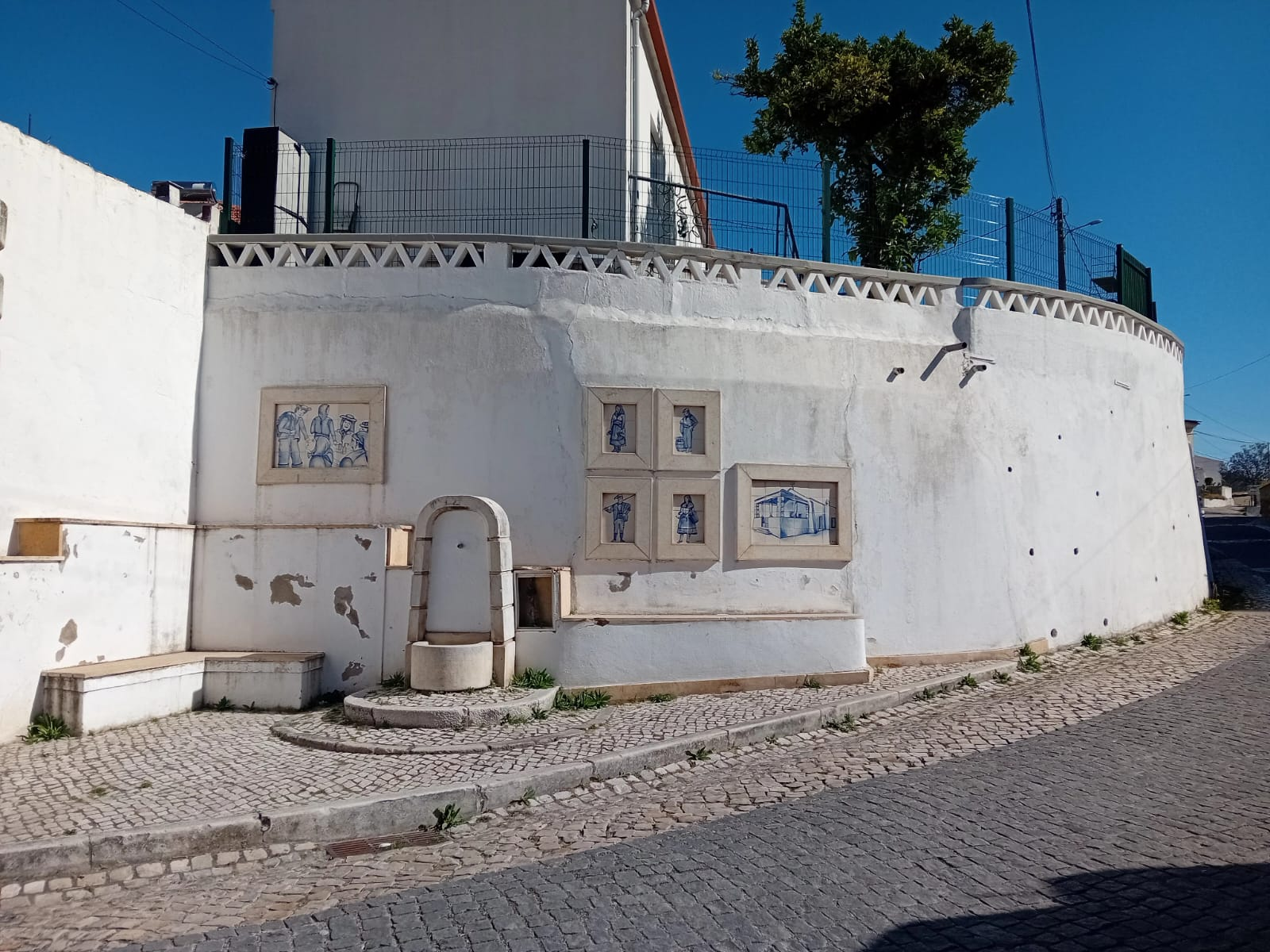
Fonte de Arcena e os seus respetivos Azulejos

- Museu Etnográfico da Casa do Povo de Arcena

Torre do Relógio e Chafariz (lado esquerdo)

- Painel de azulejos da Queijeira
- Painel de azulejos da Fonte

- Chafariz de Arcena
- Torre do Relógio
- Quinta da Brandoa

## Instalações e Acessos
A localidade de Arcena dispõe de uma escola básica do 1.º ciclo (EB1),  de um centro comunitário  e a casa do Povo. Existem também diversos minimercados, cafés e outros estabelecimentos comerciais de pequena escala que servem a população local.
Em termos de transportes públicos, Arcena é servida pela Carris Metropolitana, com carreiras regulares:
2702: Arcena - Oriente
2303: Arcena - Alverca Estação
2307: Arcena - Vila Franca de Xira
2841: Lisboa (Campo Grande) - Sobralinho Via A1 e Arcena
A nível rodoviário, beneficia da proximidade dos acessos à A9 CREL e à A1, estando também conectada à cidade de Alverca do Ribatejo e à vila de Bucelas pela estrada nacional N116. Através da Nacional 116, já no extremo da freguesia, está a M1250 que estabelece ligação com o Mato da Cruz e São Tiago dos Velhos, enquanto a estrada da Arcena permite o acesso direto à N10. A estrada N10-6 liga ainda Arcena à Calhandriz e Arruda dos Vinhos.
1. ↑  «Portal do INE». Censo de 2021. 2021
2. ↑  Junta de Freguesia de Alverca e Sobralinho (2014). «Património». Junta de Freguesia de Alverca e Sobralinho
3. ↑  C.M. Vila Franca de Xira. «Ermida de São Clemente». https://www.cm-vfxira.pt/
4. ↑  O Mirante. «Capela de Arcena»
5. ↑  J.F Alverca. «História da Freguesia»
6. ↑  «Casa do povo de Arcena»
7. ↑  Orlando Raimundo (Julho de 2010). «Museus do Concelho» (PDF)
8. ↑  «Na casa do povo de Arcena, elas é que mandam». O Mirante. 16 de setembro de 2021
9. ↑  «Vila Franca de Xira: Moradores de Alverca condenam exploração de pedreira e exigem alteração na localização do aterro sanitário». 23 março de 2011
10. ↑  C.M de Vila Franca de Xira. «Escola Básica de Arcena»
11. ↑  C.M de Vila Franca de Xira. «Centro Comunitário de Arcena»